# Yotsubashi (métro d'Osaka)
Yotsubashi (四ツ橋駅, Yotsubashi-eki) est une station du métro d'Osaka sur la ligne Yotsubashi dans l'arrondissement de Nishi à Osaka.

## Situation sur le réseau
La station Yotsubashi est située au point kilométrique (PK) 3,2 de la ligne Yotsubashi, entre les stations Honmachi et Namba.

## Histoire
La station a été inaugurée le 1er octobre 1965.

## Services aux voyageurs

### Accès et accueil
La station est ouverte tous les jours.

### Desserte
- Ligne Yotsubashi :
  - voie 1 : direction Suminoekoen
  - voie 2 : direction Nishi-Umeda

### Intermodalité
La station Shinsaibashi (lignes Midōsuji et Nagahori Tsurumi-ryokuchi) est située à proximité. Les deux gares sont reliées par une galerie commerciale souterraine.